# Cervignano-Aquileia-Grado
Cervignano-Aquileia-Grado (włoski: Stazione di Cervignano-Aquileia-Grado) – stacja kolejowa w Cervignano del Friuli, w regionie Friuli-Wenecja Julijska, we Włoszech. Znajdują się tu 3 perony. Znajduje się na linii Wenecja - Triest oraz Udine - Cervignano. Stacja została otwarta w 1894.

## Połączenia
- Pociągi dalekobieżne:
- EuroStarCity do Mediolanu
- Intercity "Miramare" do Bolonii, Florencji, Rzymu, Neapolu
- InterCityNotte "Marco Polo" do Bolonii, Florencji, Rzymu, Neapolu
- InterCityNotte "Tergeste" do Ankony, Bari, Lecce
- EuroNight "Venezia" do Lublany, Zagrzebia, Budapesztu, Bukaresztu, Moskwy